# 3×3 Eyes
3×3 Eyes, uttalad Sazan Eyes (japanska: サザンアイズ Hepburn: Sazan Aizu?) på japanska, är en manga skriven och illustrerad av Yuzo Takada. Mangaen var serialiserad i Young Magazine från 1987 till 2002, sträcker sig till totalt 40 volymer. År 1993 vann det Kodansha Manga Award för shōnen.